# Distrito de Shahriston
Shahriston (en tayiko: Ноҳияи Шаҳристон) es un distrito de Tayikistán, en la provincia de Sughd. 
Comprende una superficie de 1140 km².
El centro administrativo es la ciudad de Shahriston.

## Demografía
Según estimación 2009 contaba con una población total de 34500 habitantes.

## Otros datos
El código ISO es TJ.SU.SH, el código postal 735800 y el prefijo telefónico +992 3445.